# Joëlle Guigui
 (avril 2013).
Si vous disposez d'ouvrages ou d'articles de référence ou si vous connaissez des sites web de qualité traitant du thème abordé ici, merci de compléter l'article en donnant les références utiles à sa vérifiabilité et en les liant à la section « Notes et références ».
Joëlle Guigui est une actrice française spécialisée dans le doublage.
Elle est surtout connue pour son interprétation de Bart Simpson et Jimbo Jones dans la version française de la série d'animation Les Simpson. De l'épisode 16 à 23 de la saison 21, malade, Joëlle Guigui est remplacée par Nathalie Bienaimé,, puis est revenue dans la saison 22,. Cependant, pour des raisons personnelles, elle quitte l'équipe de doublage de la série à partir de la saison 23 et sera définitivement remplacée par Nathalie Bienaimé,.
En plus de la série Les Simpson, elle a prêté sa voix à Laura Leighton et son personnage, Sydney Andrews, dans Melrose Place de 1992 à 1997.
Joëlle Guigui a également participé au doublage de nombreuses séries d'animation. Elle a été la voix de Mark Landers et Bruce Harper dans Olive et Tom, Peggy Hayaze dans Jeanne et Serge, la deuxième voix de Daphné Blake, après Claude Chantal, dans les séries et films Scooby-Doo dans les années 2000 avant d'être remplacée par Céline Melloul à partir de 2010.

## Biographie
Joëlle Guigui est née à Casablanca[réf. nécessaire] et a ensuite déménagé en France à Marseille.
Elle fait des études de médecine puis entame une carrière dans la post-synchronisation en 1983. Sa voix juvénile est choisie par la Fox en 1990 pour être la voix française de Bart. Elle a par ailleurs doublé Ralph (L'enfer du jeu - saison 3) et Chuck (Bart le tombeur - saison 3) avant de se consacrer exclusivement à Bart.
Elle a travaillé en tant que comédienne en post-synchronisation sur quelques téléfilms, séries (Dallas, Cosby Show…) et dessins animés comme les Tiny Toons (personnages de Sweety et Shirley) et les Animaniacs (personnage de Bumpo). Elle a également tourné en tant que comédienne dans Commissaire Moulin.
Elle est notamment connue pour son interprétation de Bart Simpson dans la version française de la série animée Les Simpson de 1990 à 2012.
En 2012, elle quitte définitivement Les Simpson pour des raisons non dévoilées.

## Filmographie
- 1980 : Les incorrigibles (TV mini-séries) : La fille agressée
- 1981 : Le serment d'Heidelberg, téléfilm de André Farwagi
- 1981 : Les Amours des années grises (TV séries)
  - épisode : Trois sans toit
- 1983 : Croquignole, téléfilm de Jean Brard : Jean Brard
- 1983 : Un manteau de chinchilla, téléfilm de Claude Othnin-Girard : Sonia
- 1983 : Le Mur, film de Yilmaz Güney
- 1984 : Les Enquêtes du commissaire Maigret, épisode : L'Ami d'enfance de Maigret de Stéphane Bertin : une coiffeuse
- 1984 : Les malheurs de Malou, téléfilm de Jeanne Barbillon
- 1985 : Commissaire Moulin (TV séries)
  - téléfilm :  L'ours vert  :  La loubarde
- 1991 : Le Réveillon, téléfilm de  Daniel Losset : Betty

## Doublage

### Cinéma

#### Films
- 1985 : School Girls : Maggie Malene
- 1986 : Blue City : Annie Rayford
- 1989 : Madeline : Ellie
- 1996 : Space Jam : Nerdluck Nawt
- 2000 : Le Secret de Jane : Taylor
- 2002 : American Psycho 2: All American Girl : Rachael Newman

#### Films d'animation
- 1985 : Princesse Millenium : Hajime Amamori
- 1988 : Max et Compagnie le film Je veux revenir à ce jour : Paméla (1er doublage) et Fanny (1er doublage)
- 2007 : Les Simpson, le film : Bart Simpson / Jimbo Jones
- Daphné Blake dans : 
  - 1998 : Scooby-Doo sur l'île aux zombies :
  - 1999 : Scooby-Doo et le fantôme de la sorcière (avec Luna)
  - 2000 : Scooby-Doo et les Extraterrestres
  - 2001 : Scooby-Doo et la Cybertraque
  - 2003 : Scooby-Doo et les Vampires
  - 2003 : Scooby-Doo et le Monstre du Mexique
  - 2004 : Scooby-Doo et le Monstre du loch Ness
  - 2005 : Aloha, Scooby-Doo !
  - 2005 : Scooby-Doo au pays des pharaons
  - 2006 : Scooby-Doo et le Triangle des Bermudes
  - 2007 : Scooby-Doo : Du sang froid
  - 2008 : Scooby-Doo et la Créature des ténèbres
  - 2009 : Scooby-Doo et le Sabre du samouraï
  - 2010 : Scooby-Doo : Abracadabra
  - 2010 : Scooby-Doo : La Colonie de la peur

### Télévision

#### Séries télévisées
- Laura Leighton dans :
  - Melrose Place: Sydney Andrews
  - Beverly Hills 90210 : Sophie Burns
  - New York, unité spéciale : Lilian Rice
  - Melrose Place : Nouvelle Génération : Sydney Andrews

- Mia Kirshner dans :
  - The L Word : Jenny Schecter
  - Vampire Diaries : Isobel Flemming

- 1984-1988 : Punky Brewster : Cherie Johnson (Cherie Johnson (en)) (44 épisodes), saison 1 et 2, car, les saisons 3 et 4 sont inédit en france, donc, n'ont jamais été doublé
- 2005 : Les Experts : Miami : Stephanie (Lauren C. Mayhew) (saison 4, épisode 6)

#### Séries d'animation
- Rosie la chipie (en) : Rosie
- Rupert : générique (1991)
- Quoi d'neuf Scooby-Doo ? : Daphné
- Sammy et Scooby en folie : Daphné
- Les Simpson (1989 - 2012) : Bart Simpson, Jimbo Jones
- Les Simpson (2011) : Katy Perry, épisode 8 de la saison 22 La Bataille de Noël
- Les Simpson : Lisa Simpson lorsqu'elle chante dans l'épisode 3 de la saison 15 Sois belle et tais-toi ! (2003) ainsi que dans l'épisode 18 de la saison 16 Krusty chasseur de talents (2005)
- Olive et Tom : Mark Landers, Bruce Harper, Julian Ross, Mme Atton, Grace.
- South Park : Caricature de Bart Simpson (Cartoon Wars 1 et 2)
- Les Attaquantes : Alice Lequere, Ingrid (1re voix) , Rachel
- Jeanne et Serge : Peggy Hayaze, Tulia Kaido, Kibi, Noa Shinoda (2e voix), divers
- Princesse Sarah : Janet
- Jeu, set et match ! : Ronda de Malguéné
- Max et Compagnie : Paméla/Hikaru
- Caroline : Léa, Lisette, Valentin
- But pour Rudy : Eric Turner, divers
- Grand Prix : Elodie
- Magie bleue : Mère de Magic, princesse Kimara
- Équipières de choc : Gina
- Madame Pepperpotte : Lily
- Robotech : Lynn Minmay
- Bécébégé : Anna
- Les Aventures de Claire et Tipoune : divers rôles
- Les Blondes : Fanny
- Nicky Larson : divers rôles
- Les Tiny Toons : Shirley, Sweety, caricature de Bart Simpson (épisode 66)
- Ranma ½ : Adeline Galland (voix de remplacement, épisodes 53 à 57) et Annabelle Galland (voix de remplacement, épisodes 136 à 140)
- Peter Pan et les Pirates : Wendy Darling
- Babar : Isabelle (voix de remplacement)
- Kellogg's : Fait la voix dans la pub : choco trésor
- Saint Seiya (ou Les Chevaliers du Zodiaque) : la Princesse Freyja / Flamme et Saori (épisodes 84 à 86)
- Dragon Ball GT : Pelace
- Galaxy Express 999 : la mère de Teddy, Noémi, Claire, Sinistra

### Jeux vidéo
- 1996 : Discworld II : Mortellement vôtre ! : la suffragiteuse, de Suzanne (La fille de La Mort)
- 2000 : Scooby-Doo! Le Mystère du château hanté : Daphné Blake
- 2002 : Scooby-Doo! Poursuite dans la ville fantôme : Daphné Blake
- 2003 : The Simpsons: Hit and Run : Bart Simpson, Jimbo
- 2007 : Crash of the Titans : les Ratniciens, les Koo-alas, les Singes Maléfiques
- 2007 : Les Simpson, le jeu : Bart, Jimbo
- 2007 : Scooby-Doo! Panique à Hollywood : Daphné Blake